# Elporia bertrandi
Elporia bertrandi är en tvåvingeart som beskrevs av Elisabeth K. Stuckenberg 1962. Elporia bertrandi ingår i släktet Elporia och familjen Blephariceridae.
Artens utbredningsområde är Swaziland. Inga underarter finns listade i Catalogue of Life.